# Испанское завоевание инков

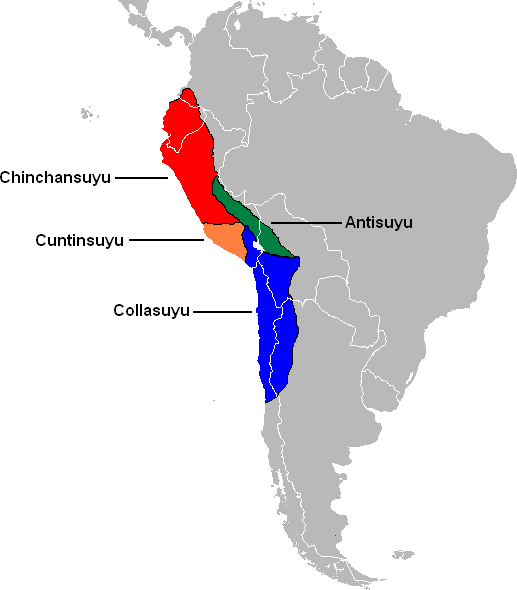
Четыре части империи инков Тауантинсуйу на карте Южной Америки: Чинчайсуйу (красный), Кольасуйу (синий), Антисуйу (зелёный) и Кунтисуйу (жёлтый).

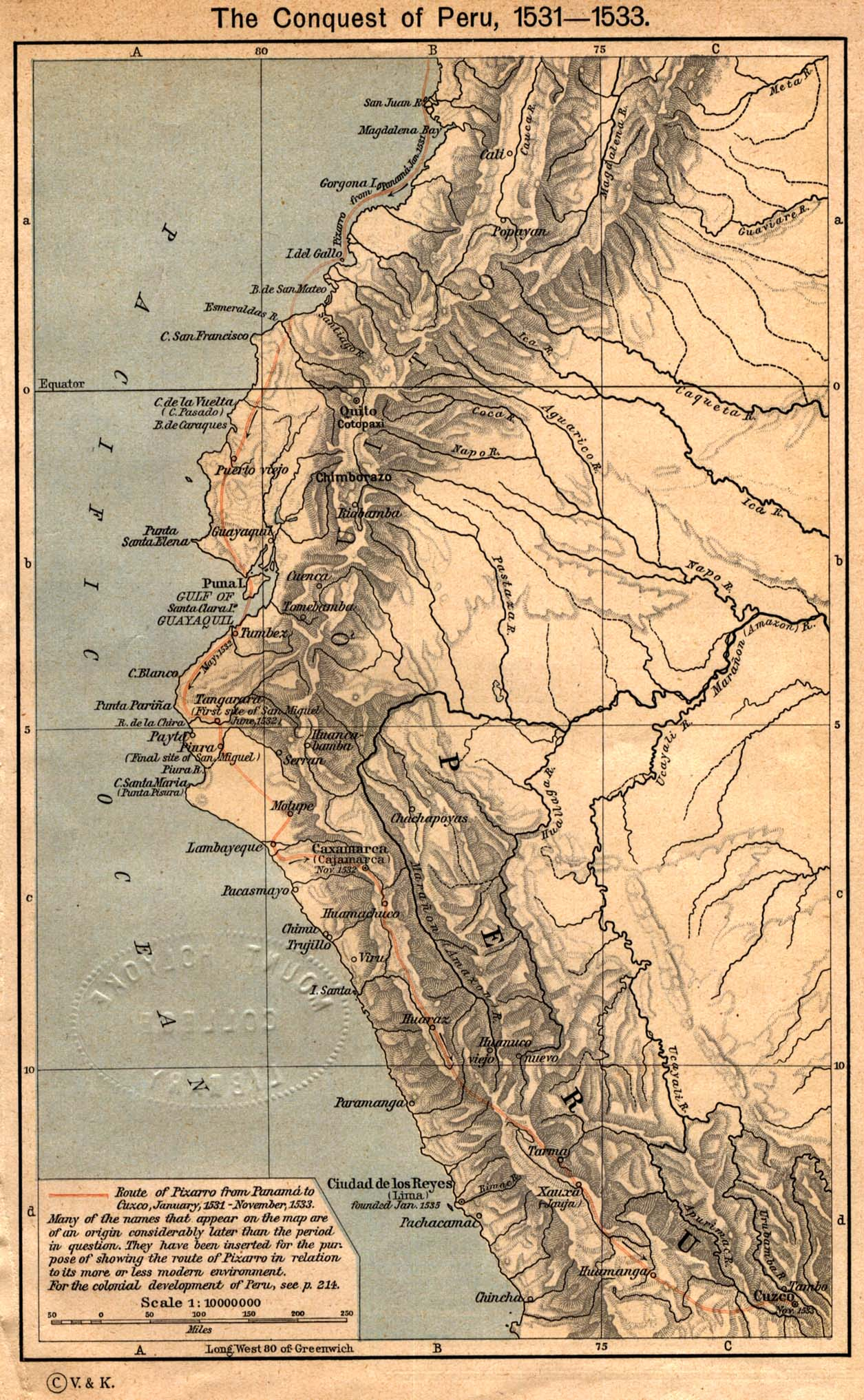
Путь завоевания империи инков Писарро и его конкистадорами.

Инки жили в Андах, на территории современных Перу, Чили, Эквадора и Боливии. Они создали крупнейшее государство доколумбовой Америки Тауантинсуйу с величественными городами Куско, Кито и Мачу-Пикчу. Хотя испанцам было выгодно представлять инков, как неграмотные племена, исследования показали, что инки обладали собственной письменностью и летописью (см. кипу). Численность инков и подвластных им народов (кечуа, аймара) достигала 10 миллионов, из которых 200 000 служили в армии.

## Прибытие Писарро

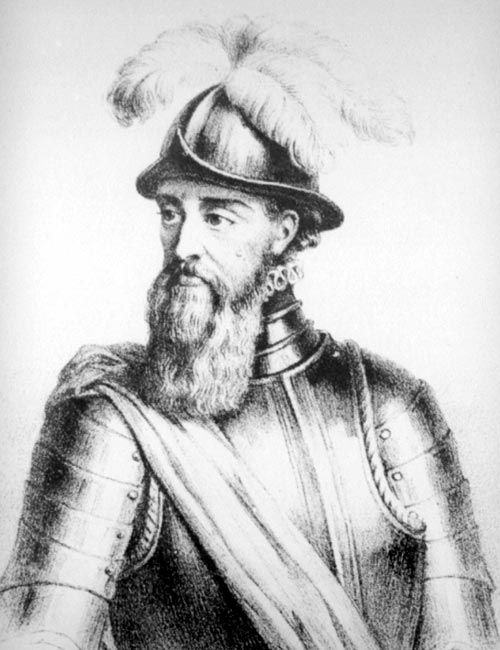
Франсиско Писарро.

В 1521 году Эрнан Кортес завоевал ацтеков. Это завоевание вдохновило другого испанского конкистадора, Франсиско Писарро. Согласно докладу Хуана де Самано, секретаря Карла V, впервые достоверно о Перу стало известно в 1525 году в связи с завершением первой Южной экспедиции Франсиско Писарро и Диего де Альмагро.
Когда Франсиско Писарро появился в Южной Америке, в стране инков шла усобица, в которой победил принц Атауальпа. Индейцы встретили белых людей с большим радушием и гостеприимством. Экспедиция вышла из Панамы 14 ноября 1524 года, но вынуждена была вернуться в 1525 году. После этого было осуществлено ещё два похода.
Когда Писарро возвратился в Панаму, губернатор не был заинтересован в предложениях авантюриста отправить войско на завоевание Перу. Однако тот отплыл в Испанию и добился аудиенции у Карла V. Монарх объявил конкистадора генерал-капитаном и дал ему небольшое войско. Писарро получил 3 лёгких парусника, 67 кавалеристов, вооружённых пиками и мечами, 157 пехотинцев — копьеносцев и мечников, 20 дальнобойных арбалетчиков, всего 3 солдата с огнестрельным оружием и 2 артиллерийских орудия.
В 1532 году Писарро прибыл на побережье современного Перу с 200 пешими воинами и всего лишь 27 конями. Однако в дороге его армия пополняется недовольными господством инков. Инки были готовы рьяно бороться с завоевателями, однако их империя была ослаблена внутренними неурядицами и междоусобной войной; кроме того, большое количество воинов инков погибло от оспы и кори, завезённых испанцами.

## Резня в Кахамарке

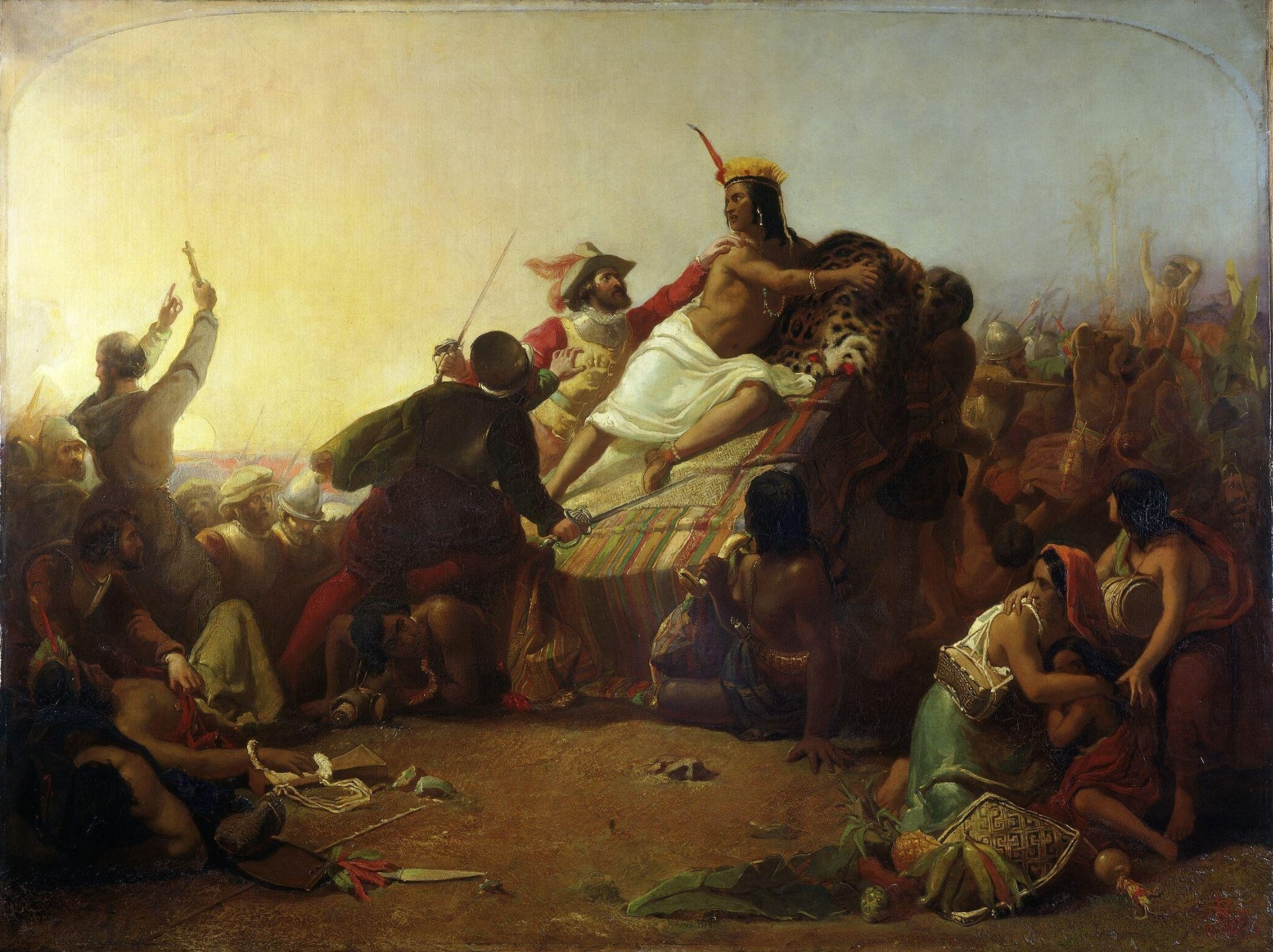
Джон Эверетт Милле. «Писарро берёт в плен правителя перуанских инков». 1845 г.

Конкистадоры заняли несколько городов, но дорогу им заступило войско инков. Тем не менее, Атауальпа, хотя гонцы рассказывали ему об удивительном оружии пришельцев (аркебузы, пушки, доспехи и лошади), недооценивал опасность, исходящую от испанцев. Он послал своего главнокомандующего Руминьяви отрезать пути отступления испанцам, а сам во главе почти восьмидесятитысячной процессии отправился в Кахамарку. Доподлинно неизвестно, почему в сам город он взял около 7000 человек из ближайшего окружения, оставив за пределами города оружие и остальную армию. Возможно, Атауальпа решил продемонстрировать, что он прибыл с миром. Считается также, что он, вероятно, предполагал, что испанцы его боятся, поскольку навстречу ему вышел только священник, а остальной отряд находился в домах.
Однако Писарро со своим отрядом из 182 человек использовал ситуацию и взял Атауальпу в заложники, когда 16 ноября 1532 года тот принял испанцев в Кахамарке. Для оправдания своих действий они послали священника, чтобы он предложил Атауальпе и его народу принять христианство, понимая, что тот откажется. Атауальпа, не знакомый ни с книгами, ни с буквами, бросил протянутую ему Библию на землю, после чего по приказу Писарро по индейцам был сделан залп из четырёх артиллерийских орудий и 12 аркебуз, имевшихся у испанцев. Из засады выскочили на лошадях закованные в латы рыцари, буквально прорубая себе дорогу до правителя инков. Затем к атаке присоединился остальной отряд испанцев. Инки пытались спасти своего правителя, но, незнакомые с холодным и огнестрельным оружием испанцев, потерпели поражение.
В сражении при Кахамарке отряд Писарро одержал победу над существенно превосходящим по количеству войском Атауальпы, не потеряв убитым ни одного из своих солдат. Однако сама «битва» по сути представляла собой резню почти что всех 7 тысяч преданных воинов Атауальпы, многие из которых не были вооружены. Атуальпа попал в плен. Инки после захвата правителя были фактически полностью дезорганизованы, оставшиеся в живых после этой жестокой расправы разбежались. Нападения испанцев произвело ошеломляющий эффект на инков, которые не знали тактики засад и ничего не могли противопоставить. Против оружия из стали их одежда из кожи и уплотнённого хлопка не представляла почти никакой защиты.

## «Выкуп Атауальпы»

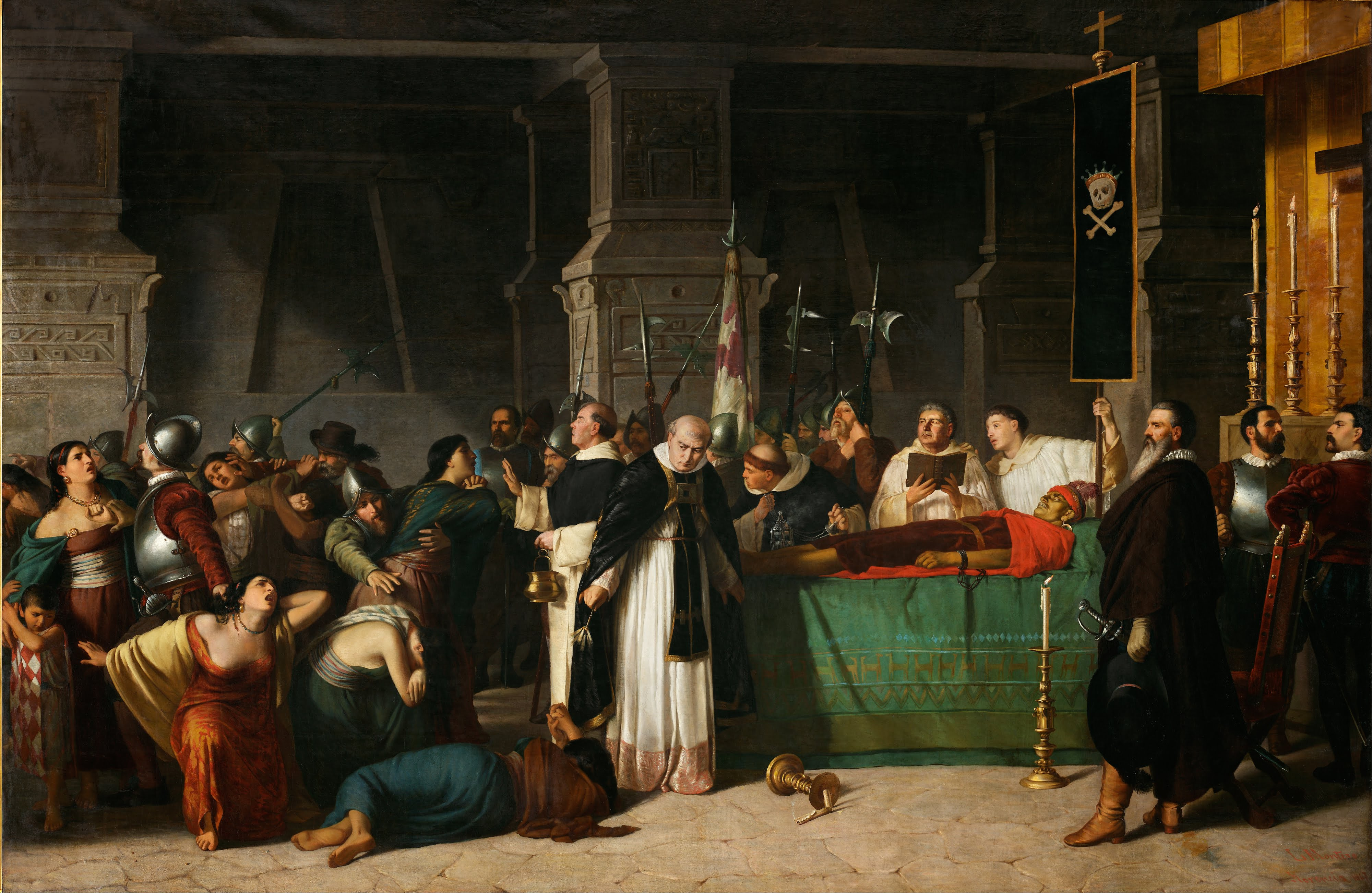
Луис Монтеро. «Похороны Атауальпы 29 августа 1533 года». 1867

По итогам битвы при Кахамарке испанцы поступили на редкость коварно. Правитель инков Атауальпа (по сути, узурпатор, пришедший к власти в результате вооружённой борьбы за власть со своим братом Уаскаром после смерти отца Уайна Капака), вызванный на переговоры капитаном конкистадоров Эрнандо де Сото, был схвачен Писарро, который потребовал за Великого инку выкуп. В надежде быть выпущенным на свободу, Атауальпа предложил Писарро заполнить помещение, в котором его держали в цепях, до потолка золотом. Когда Писарро от удивления замешкался, Атауальпа пообещал, что вдобавок заполнит соседнее помещении серебром. Когда Писарро наконец пришёл в себя, он возразил, что второе помещение меньше, чем первое, но Атауальпа пообещал заполнить второе дважды.
На протяжении более чем трёх месяцев инки собирали золото и серебро и приносили его в Кахамарку. Что примечательно, Атауальпа нарушил старый, но строгий закон, гласивший: «чтобы никакое золото и серебро, поступившее в город Куско, не могло быть вынесено из него под страхом смерти», приказав вынести золото и серебро из Куско. Понадобилось более 34 дней, чтобы переплавить все золотые и серебряные изделия. Все эти сокровища составили знаменитый «Выкуп Атауальпы», составивший целую комнату площадью 35 м², заполненную до отметки на высоте поднятой руки золотом и серебром (переплавленных затем в слитки). Приказ был исполнен, но Писарро всё равно решил казнить вождя. Суд приговорил Атауальпу к смерти через сожжение. Однако Атауальпе было обещано сменить вид казни на удушение, если тот перед смертью примет католичество. Атауальпа согласился, так как в понимании инков сохранение тела было необходимо для жизни после смерти. 26 июля 1533 года 36-летний Атауальпа был задушен с помощью гарроты.
Согласно докладу нотариуса Педро Санчо, губернатор Франсиско Писарро со своей прислугой и переводчиками получил при разделе выкупа 18 июня 1533 года такое количество: золота — 57 220 песо, серебра — 2350 марок. Конкистадор Франсиско де Чавес в письме от 5 августа 1533 года утверждал, что Франсиско Писарро осуществил пленение Атауальпы, споив сначала его и его полководцев вином, отравленным моносульфидом мышьяка (реальгаром), что упростило задачу захвата в плен правителя, а самим испанцам не было оказано существенное сопротивление.
Как свидетельствовал 15 марта 1573 года солдат Уаскара Себастьян Яковилька, он «видел, что после смерти Атабалипы дон маркиз Франсиско Писарро также убил и приказал убить большое количество индейцев, полководцев и родственников самого Инки и более 20 тысяч индейцев, находившихся с тем Атабалипой для ведения войны с его братом Васкаром».

## Завоевание империи

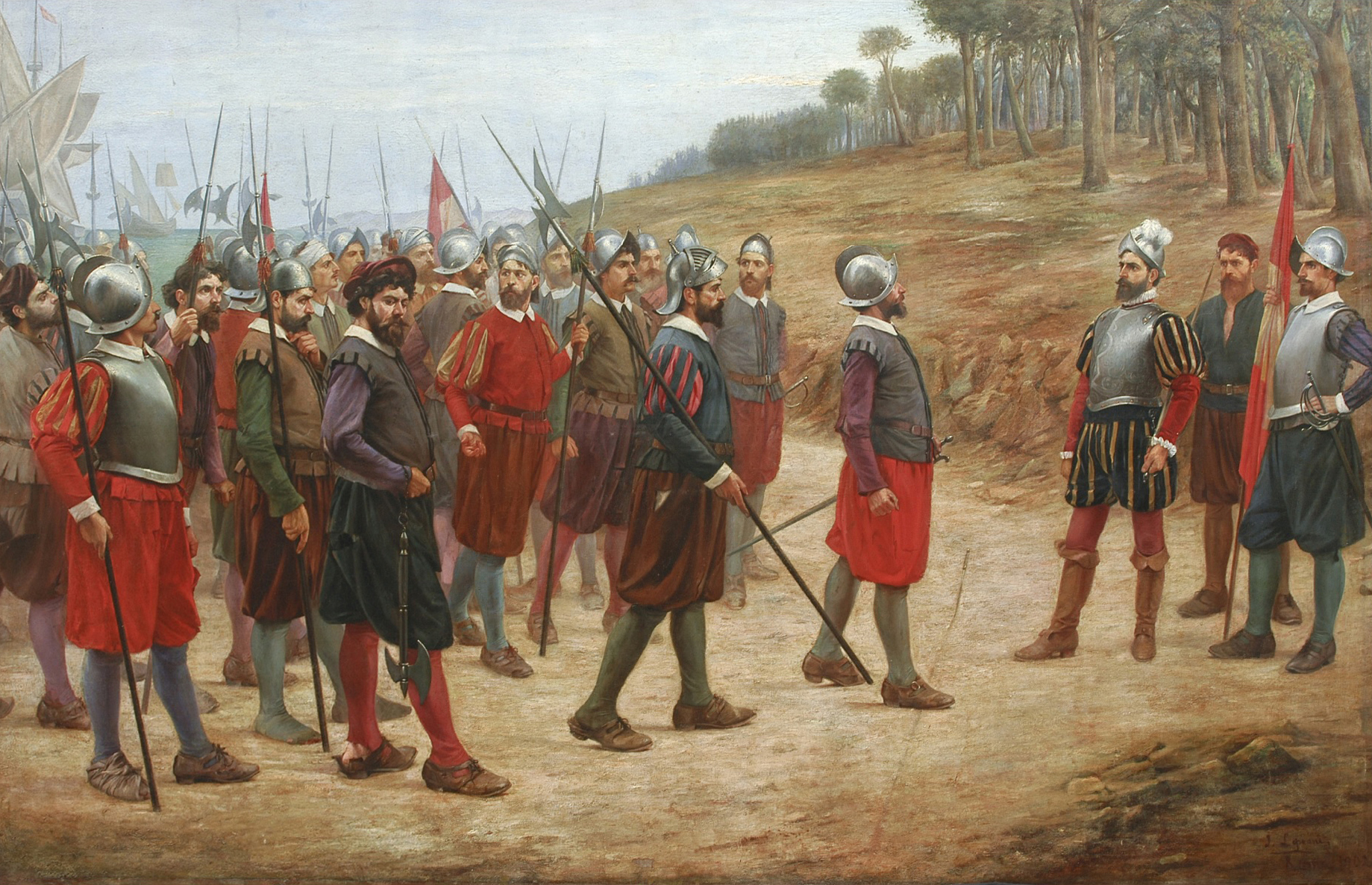
Картина Хуана Лепиани, изображающая первых соратников Писарро — «Славную тринадцатку» («Тринадцать воспетых славой»). По легенде, получив в 1527 году приказ о возвращении в Панаму, Писарро провёл мечом линию на песке и предложил солдатам, претерпевавшим голод и лишения на острове Гальо, следовать за ним: «Здесь Перу с её богатством; там — Панама с её нищетой. Выбирайте, каждый из вас, что лучше для храброго кастильца».

После убийства Атауальпы верховным Инкой испанцами был назначен Тупак Уальпа, однако вскоре он был убит одним из военачальников инков. 15 ноября 1533 года после победы над армией инков, руководимой Кискисом конкистадоры Франсиско Писарро взяли Куско без существенного сопротивления и поставили там нового марионеточного правителя Манко Инку Юпанки (Манко-Капака II), коронованного Писарро. Реальная же власть полностью принадлежала испанцам, подвергавших нового императора многочисленным унижениям и поместивших его в заключение после попытки бегства в ноябре 1535 года. После захвата Куско сопротивлением кечуа руководил Руминьяви, затем другие военачальники, однако оно постепенно слабело, так как покорённые инками народы в разных частях бывшей империи поддерживали действия испанцев в надежде обрести независимость.
Заместитель Писарро и тоже эстремадурец Себастьян де Белалькасар отправился на завоевание северных владений инков на территории современного Эквадора. Разбив войска Руминьяви у горы Чимборасо, Белалькасар встретился с пятью сотнями людей гватемальского губернатора Педро де Альварадо. Дело чуть было не дошло до схватки, но в последний момент Альварадо передумал и продал свои корабли и боеприпасы ещё одному соратнику Писарро Диего де Альмагро за 100 тыс. песо золотом. 6 декабря 1534 года Белалькасар овладел индейской твердыней Кито, но баснословных сокровищ, на которые он рассчитывал, там не оказалось, и он продолжил движение на север в поисках Эльдорадо.
Другая группа завоевателей во главе с Диего де Альмагро дошла на юге до земли, названной Чили («холодная»). Последствия этой разбойничьей экспедиции были трагическими для коренных народов: за полвека население Перу и Чили уменьшилось в 5 раз. Это было вызвано не только и не столько истреблением населения испанцами, сколько болезнями, занесёнными завоевателями. Колонизаторы, напротив, очень выиграли от своих завоеваний: в Испанию потекло золото, серебро, в Европу были завезены неизвестные овощи — кукуруза и томат, какао-бобы.
В январе 1535 года Писарро с соратниками основали Лиму, ставшую новой столицей Перу. На базе областей Новая Кастилия и Новый Толедо в конце 1542 года было учреждено новое Вице-королевство Перу в составе Испанской империи. В 1543 году Лима стала центром испанского владычества в Южной Америке.

## Осада Куско
После своего освобождения в январе 1536 года Манко Инка смог покинуть Куско 18 апреля, обманув Эрнандо Писарро, одного из братьев Франсиско, чтобы на самом деле готовить уже намеченное восстание инков. Осознав свою ошибку, Эрнандо Писарро возглавил экспедицию против войска Манко Инки, которое собралось в близкой к городу долине Юкай, однако его атака не удалась. Манко Инка же собрал армию, численность которой варьировалась от 100 000 до 200 000 воинов (называют также цифру от 40 000); им противостояли 190 испанцев, среди них 80 всадников, и несколько тысяч индейцев. Осада испанского гарнизона города Куско началась 6 мая 1536 года полномасштабной атакой армии инков по направлению к главной площади города; им удалось занять большую часть Куско, в то время как испанцы укрылись в двух больших зданиях возле главной площади.
Чтобы улучшить свою позицию, испанцы решили атаковать комплекс Саксайуаман, служивший главной базой подготовки военных действий инков. 50 всадников, возглавляемых Хуаном Писарро, вместе с индейскими союзниками смогли преодолеть менее защищённые рубежи и баррикады инков, совершив широкий обходной манёвр за пределами Куско; при этом Хуан Писарро получил смертельное ранение камнем в голову. Испанцам удалось захватить стены крепости, вынудив инков укрыться в трёх больших башнях и группе других построек крепости. Военачальники инков Паукар Уаман и верховный жрец Вильяк Уму приняли решение покинуть башни, прорвавшись через осаждающих испанцев к лагерю Манко Инки в Кальке, чтобы умолять того о подкреплении. Захват Саксайуамана ослабил давление на испанский гарнизон в Куско, военные действия теперь сводились к ежедневным стычкам, прерываемых лишь инками во время их религиозных праздников во время новолуния. В этот период испанцы действовали жестоко, чтобы деморализовать индейцев, в частности Эрнандо Писарро приказывал убивать всех захваченных женщин. Воодушевлённый своими успехами, Эрнандо Писарро возглавил атаку на лагерь Манко Инки, располагавшийся теперь в Ольянтайтамбо, в отдалении от Куско, однако инки смогли победить испанцев в битве при Ольянтайтамбо благодаря укреплениям и сложному рельефу местности. При этом, Манко Инке не удалось извлечь выгоду из победы и взять Куско с наскоку.
После 10 месяцев жестокой борьбы в Куско, где важную роль играл фактор морального состояния сторон, Инка Манко Инка Юпанки решил снять осаду Куско и с небольшим количеством приверженцев отойти в горный регион Вилькабамба, где господство инков продолжается ещё около 30 лет. Принято считать, что возможное взятие Куско было последним шансом инков отстоять свою империю; но в то же время это решение могло быть реакцией на идущих из Чили испанцев, возглавляемых Диего де Альмагро. Тому, враждовавшему с братьями Писарро, удалось взять Куско 18 апреля 1537 года.
В ходе борьбы за раздел имущества и добычи Франсиско Писарро и его приближенные были убиты. Члены правящей династии инков скрылись в горах, где в течение сорока лет вели упорную борьбу с испанцами. В 1572 году последний правитель инков — Тупак Амару — был обезглавлен. Это обозначило конец империи Тауантинсуйу. Государство было разграблено, культура инков разрушена.
Индейцев жестоко эксплуатировали, но несмотря на это первое крупное восстание произошло только в 1780 году под предводительством инка, принявшем имя Тупак Амару II. Восстание длилось до 1783 года и было подавлено испанцами, а Тупака Амару и тысячи его соратников жестоко пытали и вскоре казнили

## В культуре
Об испанском завоевании Перу рассказывает Инка Гарсиласо де ла Вега в своём труде, известном под названием «История государства инков». Две его части были опубликованы в 1609 и 1617 годах, они считаются первыми выдающимися произведениями перуанской и в целом латиноамериканской литературы.